# The Beatrice Letters
The Beatrice Letters è un libro di Lemony Snicket, pseudonimo dello scrittore statunitense Daniel Handler. Il romanzo fa riferimento alla serie di libri per bambini Una Serie di Sfortunati Eventi ed è stato pubblicato poco prima dell'uscita del tredicesimo ed ultimo volume della saga. É inedito in Italia.

## Trama
Il libro consiste in tredici lettere, sei da parte di Beatrice Baudelaire II a Lemony Snicket, sei scritte da Lemony Snicket a Beatrice Baudelaire e una da Lemony Snicket al suo editore (questa appare in ogni libro della serie, ma in questo caso è la prima volta che tale lettera è parte integrante della trama). 
Le lettere di Lemony Snicket per Beatrice partono dall'infanzia di Snicket e arrivano fino a poco prima della nascita di Violet, la primogenita dei Baudelaire. La Beatrice che scrive a Lemony e quella che riceve le sue lettere, tuttavia invece, sembrano essere due persone diverse: la Beatrice adulta, a cui Lemony scrive le sue lettere d'amore, è la stessa che in Una Serie di Sfortunati Eventi l'autore indica come suo amore perduto, e che qui scopriamo essere la madre di Violet, Klaus e Sunny; della Beatrice più giovane (quella che scrive a Snicket), invece, viene soltanto detto che ha un legame imprecisato con i tre orfani Baudelaire. Nell'ultimo libro della serie, La Fine, viene rivelato che Beatrice Baudelaire II è la figlia di Kit Snicket e Dewey, che dopo gli eventi sull'isola verrà cresciuta dagli orfani Baudelaire.

## Curiosità
Il libro contiene dodici lettere dell'alfabeto estraibili , ognuna delle quali viene introdotta in un diverso, creativo modo: ad esempio, la prima lettera è una E, giustapposta vicino una cartolina da parte di Snicket a Beatrice nella quale Snicket ha disegnato una mappa proprio a forma di lettera E. Le lettere in cartoncino estraibili possono essere usate per formare l'anagramma "Beatrice Sank" (Beatrice è affondata), dove Beatrice è la barca che appare in La Fine, ma potrebbero formare anche la scritta "A Snicket Brae" (Un Pendio Snicket) o "Bear A Snicket" (sopporta uno Snicket). 
Il libro include anche un poster che ritrae il relitto della Beatrice, una grotta, gli occhiali di Klaus, il nastro per capelli di Violet e i libri di cucina di Sunny.

## Critica
Kidsreads.com ha elogiato The Beatrice Letters, affermando che "Snicket ha aggiunto quelle che potrebbero, sorprendentemente, essere alcune delle più toccanti e sincere (se non assurde) lettere d'amore mai scritte... intensifica l'interesse e l'attesa per il tanto atteso Tredicesimo Libro."
Nel 2006 furono vendute ben 350,000 copie negli Stati Uniti.